# Дусак, Эрв
Эрвин Фрэнк Дусак (англ. Ervin Frank Dusak; 29 июля 1920, Чикаго, Иллинойс — 6 ноября 1994, Глендейл-Хайтс, Иллинойс) — американский бейсболист. Выступал на позициях аутфилдера, игрока второй и третьей баз, питчера. С перерывом на военную службу играл в Главной лиге бейсбола с 1941 по 1952 год. Победитель Мировой серии 1946 года в составе клуба «Сент-Луис Кардиналс».

## Биография

### Ранние годы и начало карьеры
Эрвин Дусак родился 29 июля 1920 года в Чикаго. Он был одним из трёх детей в семье Джона Дусака и его супруги Мари, имевших чешские корни. Дусак учился в старшей школе Фаррагут в Саут-Лондейле, одном из чикагских пригородов. Во время учёбы он успешно играл в бейсбол и баскетбол. В 1938 году, после окончания школы, ему предлагал контракт клуб «Чикаго Брюинз», позднее игравший в Национальной баскетбольной лиге, но Дусак отклонил его.
В возрасте 17-ти лет Дусак подписал контракт с «Сент-Луисом», имевшим одну из лучших фарм-систем в лиге. Первой его командой стали «Монетт Редбердс» из Лиги Арканзаса и Миссури, в 1939 и 1940 годах он играл за «Олбани Кардиналс» в Лиге Джорджии и Флориды. В течение этих трёх лет показатель отбивания Дусака составлял 35,1 %, 30,9 % и 33,5 % соответственно. В сезоне 1940 года он принимал участие в матче всех звёзд лиги.
По ходу сезона 1941 года Дусак сменил несколько команд, постепенно продвигаясь в системе «Кардиналс». В июле он оказался в составе «Рочестер Ред Уингз», где его одноклубниками были Стэн Мьюсиал и Уайти Куровски. Главный тренер «Рочестера» Тони Кауфман говорил, что Дусак готов к игре в Главной лиге бейсбола лучше, чем будущий член Зала славы бейсбола Мьюсиал. В середине сентября оба они дебютировали за основной состав «Сент-Луиса». До конца чемпионата Дусак сыграл в шести матчах, выбив два хита.
На предсезонных сборах весной 1942 года он был одним из самых быстрых игроков команды. Благодаря результативности в выставочных играх Дусак попал в состав «Кардиналс» на День открытия сезона, но уже в мае его перевели обратно в «Рочестер». Там он сыграл 122 матча с показателем отбивания 29,6 %, выбил 16 хоум-ранов и получил приглашение на матч звёзд лиги. В сентябре Дусака снова вызвали в «Кардиналс», он провёл несколько игр за команду, к тому моменту обеспечившую себе победу в Национальной лиге. В заявку клуба на матчи Мировой серии против «Нью-Йорк Янкис» его не включили.

### Служба в армии
Зимой 1943 года Дусак добровольно записался в армию. Службу он проходил в части ПВО в Форт-Шеридане к северу от Чикаго. В этот период он играл за баскетбольную и бейсбольную команды подразделения и 2-й армии. В том же 1943 году Дусак женился на уроженке Чикаго Джералдине Козел. В 1944 году он в составе частей 8-й армии находился на Филиппинах, где продолжал играть в бейсбол. После окончания боевых действий его часть вошла в состав оккупационных сил в Японии.

### Второй этап карьеры
В начале 1946 года Дусак вернулся в США и присоединился к «Кардиналс», проходивших предсезонные сборы. Сезон он начал игроком запаса, но по ходу чемпионата закрепился на месте стартового левого аутфилдера и внёс значительный вклад в победу команды в Национальной лиге. В Мировой серии «Сент-Луис» обыграл «Бостон Ред Сокс», Дусак сыграл в четырёх из семи матчей, отметившись даблом и двумя уоками.
В первой части сезона 1947 года он выходил на поле нерегулярно, в основном как запасной стартовый питчер и пинч-хиттер. Затем игровое время Дусака увеличилось, он делил позицию левого аутфилдера с левосторонним отбивающим Роном Норди. В 1948 году его эффективность на бите снизилась до 20,9 %, после чего тренерский штаб клуба решил сделать Дусака постоянным питчером. Сам игрок был готов выходить на любой позиции, но уже в начале мая 1949 года его отправили в фарм-клуб. В составе «Рочестера» он сыграл 25 матчей, одержав одиннадцать побед при восьми поражениях с пропускаемостью 4,57.
В сезоне 1950 года Дусак сыграл в четырнадцати матчах, в основном как реливер. Лишь в конце чемпионата, когда команда потеряла шансы на победу в лиге, его выпустили стартовым питчером на две игры. Суммарно он провёл на поле 36 1/3 иннингов, а его показатель пропускаемости составил 3,72. Весной 1951 года он  сыграл за Кардиналс в пяти матчах, после чего Дусака обменяли в «Питтсбург Пайрэтс» на первого базового Рокки Нелсона. В новой команде его вернули на место полевого игрока. Дусак провёл семнадцать матчей с показателем отбивания 32,4 %, прежде чем получил серьёзную травму плеча.
Летом 1951 года у Дусака и его супруги родилась дочь, прожившая всего семь месяцев. На сборах весной следующего года он заработал место одного из запасных аутфилдеров «Питтсбурга». За команду он играл до июня, когда провёл свой последний матч в лиге. С июля и до конца сезона Дусак выступал за фарм-команду «Голливуд Старз». Затем он провёл ещё три сезона в команде Южной ассоциации «Нью-Орлеан Пеликанс», в 1954 и 1955 годах выполняя и обязанности тренера.

### После бейсбола
Закончив играть, Дусак более двадцати лет проработал в страховой компании Metropolitan Life. Уйдя оттуда, он ещё десять лет работал в одном из боулинг-клубов Чикаго. Также некоторое время он занимался скаутингом для клуба «Чикаго Кабс». Вместе с Джералдин они вырастили двух сыновей.
Скончался Эрв Дусак 6 ноября 1994 года в возрасте 74 лет.